# Lobocleta cruorata
Lobocleta cruorata là một loài bướm đêm trong họ Geometridae.